# Fioravanti
Fioravanti — газований, безалкогольний напій з різними фруктовими смаками який спочатку продавався в 1878 році в Еквадорі. Він особливий тим, що був одним з перших безалкогольних напоїв, що почали продаватися. У 1991 році ця торгова марка була придбана  компанією Кока-Кола.

## Смаки
Fioravanti був вперше доступний з полуничним смаком, і пізніше зі смаком яблука. Влітку 2001 року був доданий смак винограду. Напій із цим смаком продавався протягом одного року  був також Fiora manzana verde (зелене яблуко), з яскраво-зеленим кольором, але цей напій не отримав популярності в Еквадорі.
В Еквадорі, назву Fioravanti, часто скорочують до Fiora, яка стала частиною народної культури [джерело?]. Вона широко відома як Fiora fresa (суниця) або Fiora manzana (яблуко).
Через велике число Еквадорських іммігрантів в Іспанії, Кока-Кола вирішила привести Fioravanti зі смаком полуниці в Іспанію, на три місяці для дослідження, починаючи з середини жовтня 2006 року.